# 九月姫
九月 姫（くがつ ひめ、9月24日 - ）は日本のイラストレーター・漫画家。旧ペンネームはいくざわのぶこ。

## 人物
夫はイラストレーターの米田仁士。代表作は『モンスターメーカー』シリーズ（キャラクターデザイン）。
少女漫画雑誌『ひとみ』（秋田書店）でデビュー。当時のペンネームは「いくざわのぶこ」であったが、後に現在のペンネームである「九月姫」に改名。由来はウィリアム・サマセット・モームの『九月姫とウグイス』。
「FIELD-KUGATSU（フィールド・クガツ）」のサークル名でコミックマーケットなどの同人誌即売会に参加しており、『モンスターメーカーD』などの単行本未収録分をまとめた同人誌なども発行している。

## 主な作品

### キャラクターデザイン

#### コンピュータゲーム
- モンスターメーカーシリーズ
  - モンスターメーカー（ゲームボーイ、ソフエル）
  - モンスターメーカー 7つの秘宝（ファミリーコンピュータ、ソフエル）
  - モンスターメーカー2 ウルの秘剣（ゲームボーイ、ソフエル）
  - モンスターメーカー バーコードサーガ（GB・バーコードボーイ用ソフト、ソフエル）
  - モンスターメーカー FOR PERSONAL COMPUTERS（PC-9800シリーズ、WIZ）
  - モンスターメーカー マジックマスター（PC-9800シリーズ、WIZ）
  - モンスターメーカー 闇の竜騎士（PCエンジン、NECアベニュー）
  - モンスターメーカー3（スーパーファミコン、ソフエル）
  - モンスターメーカーキッズ 王様になりたい（スーパーファミコン、ソフエル）
  - モンスターメーカー ホーリーダガー（セガサターン、NECインターチャネル）※新キャラクターを公開していたが、開発中止となった。
  - モンスターメーカー4 フラッシュカード（ゲームボーイアドバンス、サクセス）
  - モンスターメーカー4 キラーダイス（ゲームボーイアドバンス、サクセス）
- アーリエル クリスタル伝説（1991年、ゲームギア、セガ）
- ロイアルストーン 開かれし時の扉（1995年、ゲームギア、セガ）

#### カードゲーム
- モンスターメーカー（翔企画）
- マジックマスター （翔企画）
- モンスターメーカー2 ドラゴンバスター （翔企画）
- モンスターメーカー3 日本妖怪 （翔企画）
- モンスターメーカー4 4つの神秘 （翔企画）
- モンスターメーカー5 ソフィア聖騎士団 （翔企画）
- モンスターメーカー学園 （翔企画）
- モンスターメーカー学園祭 （翔企画）
- モンスターメーカー学園修学旅行 （翔企画）
- モンスターメーカー6 宇宙商人 （翔企画）
- モンスターメーカー7 プロフェシー （翔企画）

### 書籍

#### 単行本
- 北斎の娘お栄「ロマンコミックス 人物日本の女性史」26 （1986年3月、世界文化社） - 全1巻 ※いくざわのぶこ名義
- BGMがきこえない （1986年5月、秋田書店・ひとみコミックス） - 全1巻 ※いくざわのぶこ名義
- 天使の羽根枕 （1991年、東京三世社） ※九月姫名義で出版しているが、中身はいくざわのぶこ時代の作品集。
- とんでもドールあかねちゃん （1992年、主婦と生活社） - 全1巻
- ココアにおまかせ！ （1993年、主婦と生活社） - 全1巻
- モンスターメーカー・サガ （1992年-1996年、アスキー） - 全6巻（雑誌休刊により未完結。）
- モンスターメーカー学園 （1993年、アスキー） - 全1巻
- モンスターメーカーD （1996年、学習研究社） - 全1巻（連載は二巻分だが、雑誌休刊により二巻が未刊行。二巻に当たる分は個人サークルの同人誌で発行された。）

#### 連載作品
- アーリエル クリスタル伝説 （徳間書店インターメディア・メガドライブFAN）

#### 読み切り
- 夏の日の人魚姫 （1984年、秋田書店・ひとみコミックス） ※いくざわのぶこ名義
- 雪花童女 （1988年、秋田書店・サスペリア） ※いくざわのぶこ名義
- リリコSOS！ （翔企画・「モンスターメーカ-マガジン」RPGコミックス）

#### 小説（表紙・挿絵）
- モンスターメーカー ドラゴンライダー 上・下巻 （1991年,1992年、著・鈴木銀一郎、富士見ファンタジア文庫）
- モンスターメーカー ナルド予言書 上・下巻 （1992年,1993年、著・鈴木銀一郎、富士見ファンタジア文庫）
- モンスターメーカーRPG ホリィアックス （1992年、著・鈴木猛 / 鈴木銀一郎、富士見書房）
- モンスターメーカーRPG ブルガンディ・ドリーム （1993年、著・鈴木猛 / 鈴木銀一郎、富士見書房）
- モンスターメーカーRPG リプレイ集 ウルフレンドの冒険者 （1993年、著・藤浪智之、富士見書房）
- モンスターメーカーRPG シナリオ集 テン・ダンジョン （1993年、著・鈴木猛、富士見書房）
- モンスターメーカー 嘲笑う石像 （1994年、著・鈴木銀一郎、富士見ファンタジア文庫）
- モンスターメーカー カードの国の大冒険 （1995年、著・鈴木銀一郎、富士見ファンタジア文庫）
- モンスターメーカー学園RPG シナリオ 学園祭編 （1995年、著・藤浪智之 / 鈴木銀一郎、富士見書房）
- 放課後奇譚RPG (1994年、著・ホビー・データ、ログアウト冒険文庫)
- マジック・マスター 赤い髪の魔女 （1995年、著・鈴木銀一郎、ログアウト冒険文庫）
- マジック・マスター 闇の騎士団 （1996年、著・鈴木銀一郎、ログアウト冒険文庫）
- ウィッチクエスト 小さな魔女エディス 上・下巻（1991年、著・冒険企画局、宙出版）
- 食前絶後!!（1994年、著・ろくごまるに、富士見ファンタジア文庫）

### その他
- NTT出版から発行されていた『聖剣伝説 〜ファイナルファンタジー外伝〜』の公式ガイドブック内のイラストも執筆している（四コマなどのショート漫画。夫・米田も各章の扉絵で参加）。